# Рязанська
Рязанська — станиця в Бєлорєченському районі Краснодарського краю. Центр Рязанського сільського поселення.
Населення — 5 091 мешканців (2002).
Станиця розташована на правому березі річки Пшиш за 33 км на північний захід від Бєлорєченська.
Заснована в 1863 під назвою станиця Габуєвська, але була перейменована в Рязанську в 1867, перебувала у складі Катеринодарського відділу Кубанської області.
Біля Рязанської розташована радіолокаційна станція Російського військово-морського флоту. Одна з найпотужніших у світі. Має власний ветродром.